# Le Mesnil-Fuguet
Le Mesnil-Fuguet är en kommun i departementet Eure i regionen Normandie i norra Frankrike. Kommunen ligger i kantonen Évreux-Nord som tillhör arrondissementet Évreux. År 2022 hade Le Mesnil-Fuguet 197 invånare.

## Befolkningsutveckling
Antalet invånare i kommunen Le Mesnil-Fuguet
Referens:INSEE